# Anga församling
Anga församling var en församling i Svenska kyrkan i Visby stift Församlingen uppgick 2007 i Östergarns församling. 
Församlingskyrka var Anga kyrka.

## Administrativ historik
Församlingen har medeltida ursprung. 
Församlingen var till 1962 annexförsamling i pastoratet Kräklingbo och Anga som 1659 utökades med Ala församling. Från 1962 till 2007 var den annexförsamling i pastoratet Östergarn, Gammelgarn, Kräklingbo, Anga och Ala. Församlingen uppgick 2007 i Östergarns församling tillsammans med övriga församlingar i pastoratet.
Församlingskod var 098045.